# Palazzo Fava

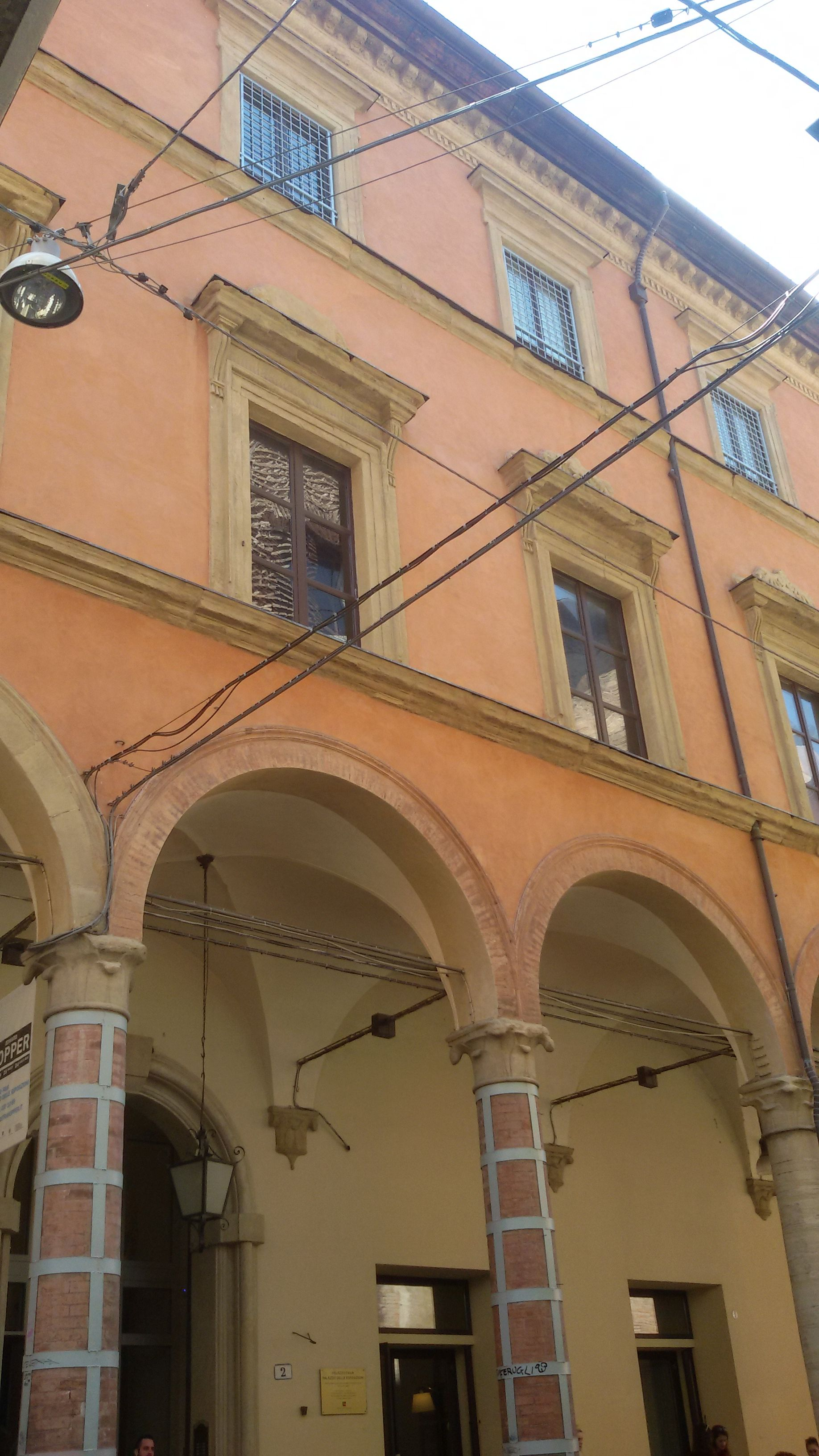
Fassade des Palazzo Fava

Der Palazzo Fava, auch Palazzo Fava-Ghisilieri, ist ein historischer Palast in Bologna in der italienischen Region Emilia-Romagna. Er liegt in der Via Manzoni 2 und beherbergt den Palazzo delle Esposizioni (dt.: Palast der Ausstellungen) mit seinem literarischen Café Carracci Fava.

## Geschichte
Der Familie Fava gehörte der Palast ab 1546, aber das Gebäude existierte schon lange vorher. Das heutige Bauwerk nahm in der Renaissance Formen an; wichtige Restaurierungsarbeiten wurden von Filippo Fava beauftragt, der eine auffällige Mitgift durch seine Ehe mit Ginevra Orsi erhalten hatte. 1584 wurden die Carraccis, die Filippo Fava durch dessen Schneider Antonio Carracci, Vater von Agostino und Annibale vorgestellt wurden, engagiert, um die drei Säle des Palasthauptgeschosses mit den Fresken zu dekorieren, die die Geschichte von Iason, die Europa und einige Geschichte aus der Aeneassage darstellen.
Später gab es weitere Umbauten im Auftrag von Graf Carlo Fava, aber Ende des 18. Jahrhunderts gingen mit der unglücklichen Mode der „weißen Wände“ zahlreiche Fresken verloren. In derselben Zeit wurden archäologische Ausgrabungen durchgeführt, die vermutlich zwei Marmorsäulen aus römischer Zeit ans Licht brachten, die heute am Eingang zum Palast stehen.
Als der Familienzweig der Fava-Ghisilieris ausgestorben war, fiel das Eigentum an dem Palast an die Familie Medica. Das Gebäude wurde später Sitz des Istituto dei Beni Culturali e Naturali dell'Emilia Romagna (dt.: Institut für Kultur- und Naturgüter der Region Emilia-Romagna), während einige Säle, darunter auch der mit dem Fresko von Europa, in das Eigentum des Grand Hotel Majestic già Baglioni übergingen und es heute noch sind. 2005 kaufte die Stiftung der Sparkasse Bologna den Palast mit dem Ziel, einen Palazzo delle Esposizione der Stadt aufzubauen.

## Die Bilderzyklen der Carraccis
Drei Säle des Hauptgeschosses enthalten bedeutende Fresken der Gebrüder Carracci.

## Palazzo delle Esposizioni
Nach Abschluss der Restaurierungsarbeiten am 28. Januar 2011 wurde Palazzo Fava – Palazzo delle Esposizioni mit einer Reihe von Ausstellungen in den verschiedenen Geschossen der neuen Ausstellungsräume eingeweiht, wobei Werke aus den Collezioni di Arte Moderna e Comtemporanea (dt.: Sammlungen moderner und zeitgenössischer Kunst) der Fondazione Carisbo gezeigt wurden. Diese Initiative war Teil einer größeren Veranstaltung namens Bologna si rivela (dt.: Bologna offenbart sich) und wurde vom Kunstkritiker Philippe Daverio betreut. Bei dieser Gelegenheit wurden die Ausstellungen im Palast in dieser Ordnung gezeigt:
- Erdgeschoss: Collezioni di Arte Moderna e Contemporanea der Fondazione Carisbo
- Hauptgeschoss: Collezioni di Arte Antica der Fondazione Carisbo
- Galeriegeschoss: Bologna gestern und heute. Wie sich eine Stadt verändert.
- Bibliothek: Als China weit weg war: 1904–1947.[3]

Der Palast hat eine Ausstellungsfläche von 2.600 m² und ist Teil des Zyklus Genus Bononiae. Musei nella Città, der auf Betreiben von Fabio Alberto Roversi Monaco, dem damaligen Präsidenten der Stiftung der Sparkasse Bologna geschaffen wurde.

### Wichtigste temporäre Ausstellungen
Im Palast werden regelmäßig temporäre Ausstellungen gezeigt. Darunter waren:
- Tiziano Terzani Clic! 30 anni d'Asia. La mostra. Kurator: Folco Terzani (30. Juni 2011 – 16. Oktober 2011).
- I 1000 di Garibaldi, quelli che vollero inventare l'Italia (anlässlich des 150. Jahrestages der Einheit Italiens). Kuratoren: Philippe Daverio, Massimo Negri, Roberto Guerri. (8. Juli 2011 – 20. Oktober 2011).
- Quadri di un'esposizione. Pittura barocca nella collezione del maestro Francesco Molinari Pradelli. Kurator: Angelo Mazza. (21. Juni 2012 – 7. Oktober 2012).
- Nino Migliori a Palazzo Fava. Antologica. Kurator: Graziano Campanini. (18. Januar 2013 – 28. April 2013).
- Arturo Martini. Creature, il sogno della terracotta. Kurator: Nico Stringa. (22. September 2013 – 12. Januar 2014).
- La ragazza con l'orecchino di perla. Il mito della Golden Age. Da Vermeer a Rembrandt. Capolavori dal Mauritshuis. Kurator: Marco Goldin (8. Februar 2014 – 25. März 2014). Mit 342.626 Besuchern war dies die meistbesuchte Ausstellung in Italien.[6]
- Max Klinger. L'inconscio della realtà. Kuratoren: Paola Giovanardi Rossi, Francesco Poli. (25. September 2014 – 11. Januar 2015).
- Da Cimabue a Morandi. Felsina Pittrice. Kurator: Vittorio Sgarbi. (14. Februar 2015 – 30. August 2015).
- Guido Reni e i Carracci. Un atteso ritorno. Kurator: Sergio Guarino (5. Dezember 2015 – 13. März 2016).
- Edward Hopper. Kuratorin: Barbara Haskell. (25. März 2016 – 24. Juli 2016).
- Bologna dopo Morandi 1945-2015. Kurator: Renato Barilli. (23. September 2016 – 8. Januar 2017)
- Costruire il Novecento. Capolavori della Collezione Giovanardi. Kuratorin: Silvia Evangelisti. (23. Februar 2017 – 25. Juni 2017).
- Astrid Kirchherr with the Beatles. Kurator: Kai-Uwe Franz (6. Juli 2017 – 9. Oktober 2017).
- México. La Mostra Sospesa. Orozco Rivera Y Siqueiros. (19. Oktober 2017 – 18. Juni 2018).
- Sergio Vacchi. Mondi Paralleli. Kurator:  Marco Meneguzzo (28. September 2018 – 25. November 2018).